# 8633 Keisukenagao
A 8633 Keisukenagao (ideiglenes jelöléssel (8633) 1981 FC1) a Naprendszer kisbolygóövében található aszteroida. Schelte J. Bus fedezte fel 1981. március 16-án.